# Aleksa Despotović
Aleksa Despotović (serbisch-kyrillisch Алекса Деспотовић; * 21. April 1991) ist ein ehemaliger serbischer Eishockeyspieler, der mit dem HK Vitez Belgrad zweimal serbischer Vizemeister wurde.

## Karriere
Aleksa Despotović begann seine Karriere als Eishockeyspieler beim HK Beostar in der serbischen Hauptstadt Belgrad, für den er erstmals 2007 in der serbischen Eishockeyliga spielte. Später war er dort für den HK Vitez Belgrad aktiv, mit dem er 2012 und 2013 serbischer Vizemeister wurde. Trotz dieser Erfolge wechselte er 2013 zu seinem Stammverein Beostar zurück, der in jenem Jahr wieder in die Liga aufgenommen wurde.

### International
Für Serbien nahm Despotović an den Division-II-Wettkämpfen der U-18-Weltmeisterschaften 2007 und 2009 und der Division III 2008 sowie den U-20-Weltmeisterschaften 2008 (in der Division III) und 2010 (in der Division II) teil. Dabei gelang ihm 2008 gleich in beiden Altersklassen der Aufstieg aus der Division III in die Division II.
Im Herrenbereich debütierte Despotović international im September 2012 in der Qualifikation für die Olympischen Winterspiele 2014 in Sotschi in der serbischen Auswahl, für die er auch bei der Weltmeisterschaft 2013 in der Division II auf dem Eis stand.

## Erfolge und Auszeichnungen
- 2008 Aufstieg in die Division II bei der U-18-Weltmeisterschaft, Division III, Gruppe B
- 2008 Aufstieg in die Division II bei der U-20-Weltmeisterschaft, Division III